# Édith Scob
Édith Scob (Paris, 21 de outubro de 1937 — Paris, 26 de junho de 2019) foi uma atriz francesa de cinema e teatro, mais conhecida por seu papel como a filha com um rosto desfigurado em Eyes Without a Face.

## Biografia
Scob nasceu Édith Helena Vladimirovna Scobeltzine, a neta de um general do exército russo. Seu pai era arquiteto e sua mãe uma jornalista. Seu irmão mais velho, Michel Scob (1935-1995), foi campeão francês de ciclismo. Aos 14 anos, foi submetida a tratamento para anorexia. Seu amor pela literatura inspirou um interesse pelo teatro. Estava estudando francês na Sorbonne e tendo aulas de teatro quando foi escalada em seu primeiro papel.
Ela e seu marido, o compositor Georges Aperghis, têm dois filhos, Alexander (nascido em 1970) e Jerome (nascido em 1972), ambos escritores.

### Carreira
Scob teve seu papel de destaque aos 22 anos quando estrelou Eyes Without a Face (1960). Ela foi duas vezes indicada ao prêmio César de Melhor Atriz Coadjuvante por L'heure d'été (2008) e Holy Motors (2012).

Após os eventos de maio de 1968, Scob fundou um teatro experimental em Bagnolet com seu marido, com o objetivo de introduzir mais cultura às pessoas mais desfavorecidas.